# 达马里
达马里（法語：Dammarie，法語發音：[damaʁi]）是法国厄尔-卢瓦省的一个市镇，位于该省中部，属于沙特尔区。

## 地理
达马里（48°20'34"N, 1°29'38"E）面积32.37 平方千米，位于法国中央-卢瓦尔河谷大区厄尔-卢瓦省，该省份为法国北部内陆省份，北起顺时针与厄尔省、伊夫林省、埃松省、卢瓦雷省、卢瓦-谢尔省、萨尔特省和奧恩省接壤。
与达马里接壤的市镇（或旧市镇、城区）包括：蒂瓦尔、韦尔莱沙特尔、邦塞、弗雷奈勒孔特、特维尔。

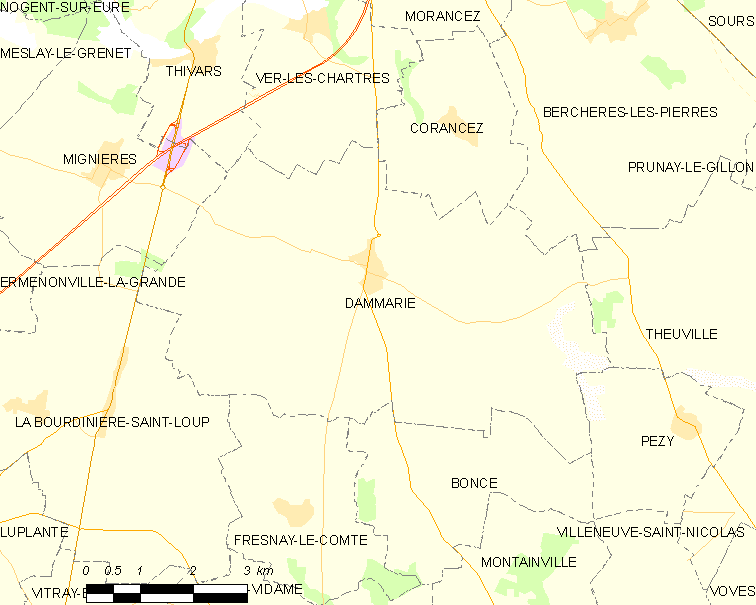
达马里的OSM定位图

达马里的时区为UTC+01:00、UTC+02:00（夏令时）。

## 行政
达马里的邮政编码为28360，INSEE市镇编码为28122。

## 政治
达马里所属的省级选区为沙特尔第二县。

## 人口

1962-2008年间达马里人口变化图示

达马里于2022年1月1日时的人口数量为1500人。